# Skånings-Åsaka kyrka
Skånings-Åsaka kyrka är en kyrkobyggnad som sedan 2018 tillhör Valle församling (2010-2018 Axvalls församling och tidigare Skånings-Åsaka församling). Den ligger i Skara kommun. 

## Kyrkobyggnaden
Förra kyrkan på platsen uppfördes på 1100-talet, förstorades 1761 och revs 1871. Kyrkan bestod av ett rektangulärt långhus med rakt avslutat kor i öster av samma bredd som övriga kyrkan. I norr fanns en sakristia och i söder ett vapenhus. På kyrkan fanns ett klocktorn av trä.
Nuvarande stenkyrka byggdes 1873 efter ritningar av arkitekt Albert Törnqvist. Kyrkan består av rektangulärt långhus med rakt avslutat kor i öster och torn i väster. Öster om koret finns en smalare femsidig sakristia.

## Inventarier
- En kalvariegrupp är från medeltiden och består av skulpturer där ett triumfkrucifix med Jesus på korset är i centrum. Triumfkrucifixet är sannolikt från 1100-talet. Sidofigurerna Maria och Johannes är från 1200-talet.[1]
- En ljuskrona är skänkt av Jesper Swedberg på 1700-talet.
- En dopfunt med tillhörande cuppa påträffades 1931 i närbelägna trädgårdar, där de användes som blomkrukor.

### Orgel
- Den nuvarande orgeln byggdes 1895 av Johannes Magnusson, Göteborg och är en mekanisk orgel med fasta kombinationer. Orgeln renoverades 1980 av A. Magnussons Orgelbyggeri AB, Göteborg.

| Manual             | Pedal   | Koppel     |
| Borduna 16´ B/D    | Bihängd | Man 4'/Man |
| Principal 8´       |         |            |
| Rörflöjt 8'        |         |            |
| Salicional 8'      |         |            |
| Gamba 8' B/D       |         |            |
| Octava 4'          |         |            |
| Flöjt Octaviant 4' |         |            |
| Violin 4'          |         |            |
| Trumpet 8'         |         |            |